# Ликслип Луйза Бридж
Ликслип Луйза Бридж — железнодорожная станция, открытая 1 сентября 1848 года и обеспечивающая транспортной связью город Лейкслип в графстве Килдэр, Республика Ирландия. Изначально станция называлась Луйза Бридж и Ликслип и дважды переименовывалась: первый раз в 1851 году в Ликслип и второй 2 июля 1990 года при открытии второй станции в городе.

## Достопримечательности
Замок Ликслип, Удивительный амбар